# Wiślana Trasa Rowerowa
Wiślana Trasa Rowerowa – częściowo istniejący szlak rowerowy, biegnący wzdłuż Wisły, łączący Beskidy (początek na stacji kolejowej Wisła Uzdrowisko) z Bałtykiem (koniec szlaku na Wyspie Sobieszewskiej w Gdańsku). Ma liczyć ok. 1200 km. Gotowe są odcinki: śląski i kujawsko-pomorski oraz większość małopolskiego. Od 2017 w budowie jest odcinek pomorski.
Trasa ma przebiegać głównie drogami wyłączonymi z ruchu pojazdów silnikowych, m.in. koroną wałów przeciwpowodziowych po obu stronach Wisły.

## Historia

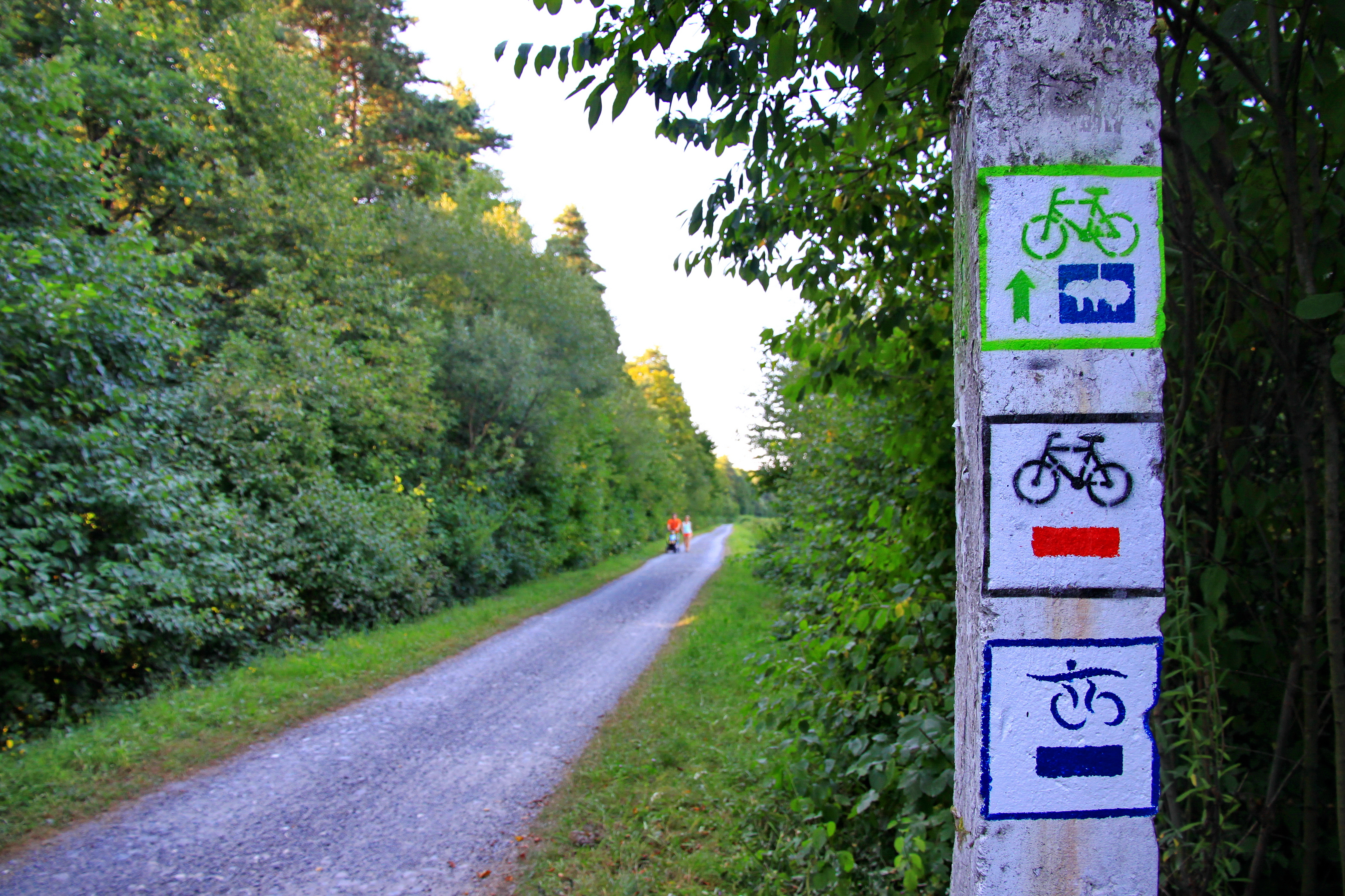
WTR w Ustroniu-Nierodzimiu

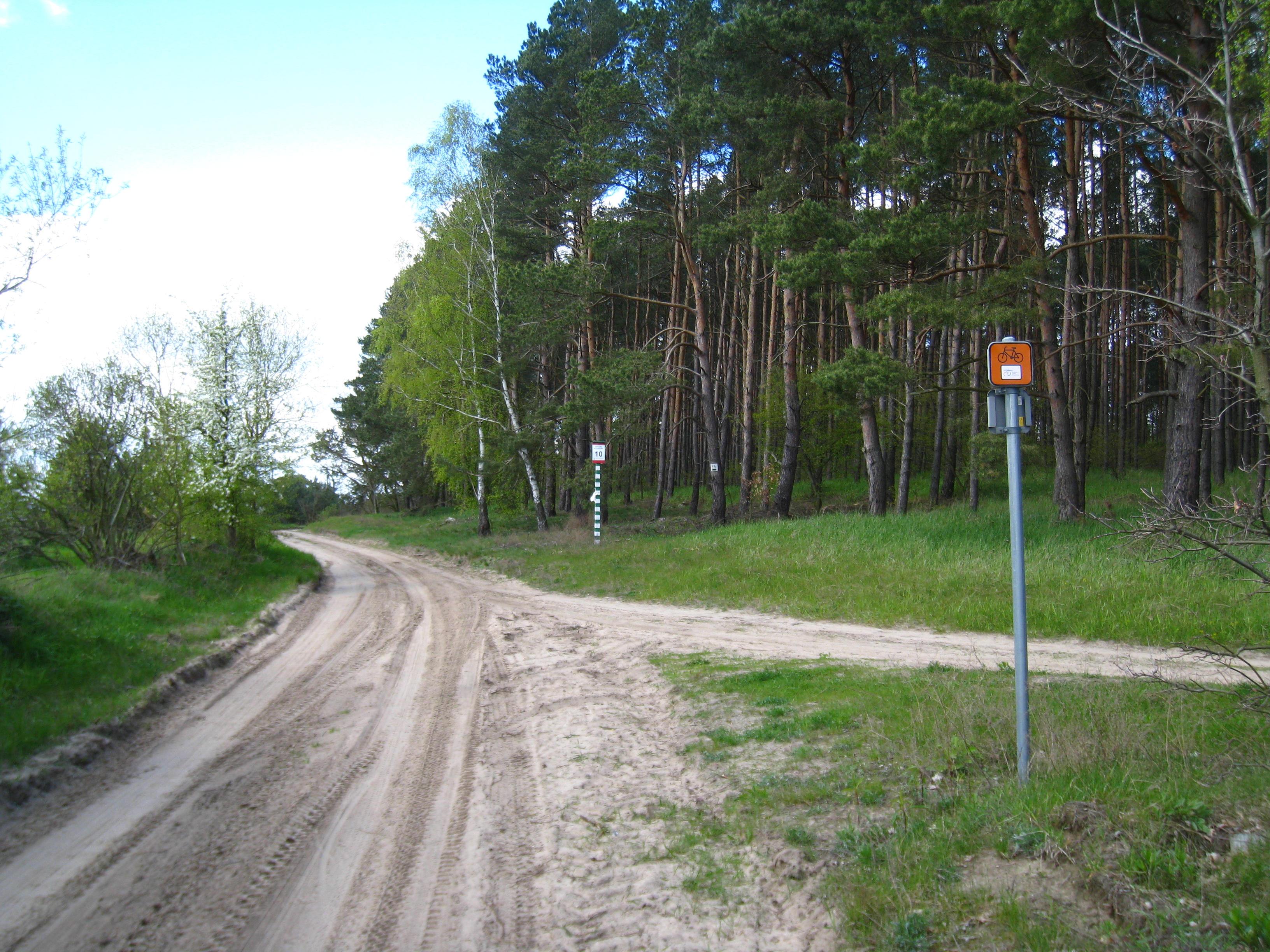
WTR w pobliżu Zabłocia

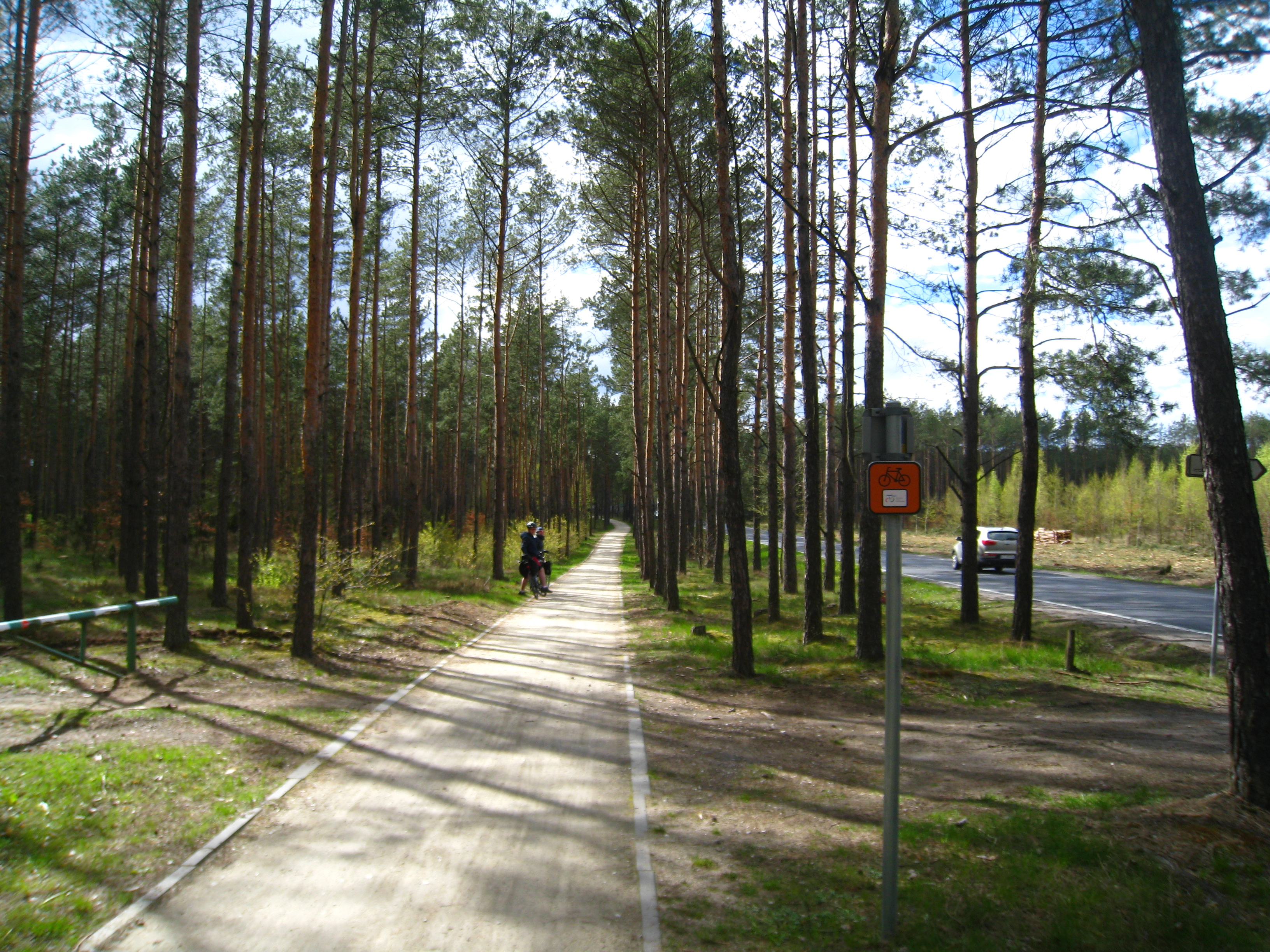
Trasa rowerowa we Włocławku

Pomysł wyznaczenia Wiślanej Trasy Rowerowej pojawił się w okolicach 1995 roku, pomysłodawcą była posłanka Grażyna Staniszewska.
W 2005 roku na zlecenie województwa śląskiego przygotowany został audyt turystyczny, strategia rozwoju produktu turystycznego oraz katalog identyfikacji wizualnej WTR. W kwietniu 2006 r. podpisano porozumienie między samorządem województwa śląskiego i władzami śląskich gmin, przez które miała przebiegać trasa, odnośnie do wspólnej budowy WTR. Na wiosnę 2007 gotowy był śląski odcinek trasy.
20 maja 2009 podczas spotkania u marszałka sejmu RP został podpisany list intencyjny w sprawie realizacji narodowego produktu turystycznego pod nazwą Wiślana Trasa Rowerowa Beskidy – Morze Bałtyckie. Sygnatariuszami listu byli m.in. Bronisław Komorowski (patron honorowy) – marszałek sejmu, Danuta Hübner – komisarz UE, Grażyna Staniszewska (inicjatorka WTR) – poseł do Parlamentu Europejskiego, Elżbieta Bieńkowska – minister rozwoju regionalnego, Maciej Nowicki – minister środowiska, Katarzyna Sobierajska – wiceminister sportu i turystyki, Rafał Szmytke – prezes Polskiej Organizacji Turystycznej, Tomasz Sowiński – prezes Związku Miast Nadwiślańskich.
10 maja 2014 odbyło się oficjalne otwarcie kujawsko-pomorskiego odcinka trasy (238 km po lewej i 212 km po prawej stronie rzeki), z tej okazji odbył się szereg rajdów, w których wzięło udział około 5 tys. rowerzystów. Trasa została wytyczona przez Towarzystwo Przyjaciół Dolnej Wisły na zlecenie Urzędu Marszałkowskiego w Toruniu. Część kosztów została pokryta z Europejskiego Funduszu Rozwoju Regionalnego.
21 czerwca 2014 weszła w życie nowelizacja prawa wodnego, kodeksu wykroczeń oraz ustaw o drogach publicznych i gospodarce nieruchomościami dopuszczająca wyznaczanie szlaków rowerowych po wałach przeciwpowodziowych oraz znosząca możliwość otrzymania mandatu za jazdę na rowerze po wałach przeciwpowodziowych.
14 września 2015 Zarząd Dróg Wojewódzkich w Krakowie zawarł z Przedsiębiorstwem Drogowo–Mostowym z Dębicy i spółką Poldim z Dębicy umowę na budowę WTR na odcinku Drwinia – Szczucin (91 km), a 27 października ze Skanską na budowę odcinka gmina Brzeszcze – gmina Skawina (84 km). Wszystkie prace poza planowaną kładką na Skawince (która została ostatecznie oddana do użytku rok później) oraz odcinkiem na wałach w Niepołomicach zostały zakończone w 2016 roku. Większość trasy poprowadzono wałami przeciwpowodziowymi, pozostałą część na istniejących drogach publicznych, powiatowych i gminnych o małym natężeniu ruchu. W 2015 roku został wykonany również audyt oznakowanego w 2007 roku śląskiego odcinka WTR.
W 2016 roku również w Krakowie została wykonana asfaltowa ścieżka na wale na odcinku od rzeki Białuchy do mostu Wandy.
1 sierpnia 2017 ZDW Kraków zawarł z Przedsiębiorstwem Drogowo-Mostowym z Dębicy umowę na budowę odcinka od ujścia Podłężanki do miasta Drwinia. 21 sierpnia Małopolski Urząd Marszałkowski podpisał umowę na budowę 5 Miejsc Obsługi Rowerzystów przy trasie WTR.
W 2017 rozpoczęto realizację WTR w województwie pomorskim w ramach projektu Pomorskie Trasy Rowerowe. Projekt zakłada wyznaczenie szlaków po obu stronach Wisły oraz budowę miejsc odpoczynku rowerzystów (MOR-y). Inwestycja ma zostać zrealizowana do końca 2020 roku. 11 grudnia 2017 podpisano umowę o dofinansowanie budowy WTR w Gdańsku na terenie wyspy Sobieszewskiej.
W 2018 przebieg śląskiego odcinka WTR został poddany korekcie oraz odnowiono jego oznakowanie.
W październiku 2021 zakończyła się budowa odcinka WTR na Wyspie Sobieszowskiej.
W październiku 2024 Zarząd Dróg Wojewódzkich w Lublinie podpisały 4 umowy na projekty lubelskiego odcinka WTR z firmami Value Engineering oraz Arkas-Projekt.

## Przeznaczenie i przebieg

Przebieg WTR w województwie śląskim

Wiślana Trasa Rowerowa powstaje z myślą przede wszystkim o rowerzystach, a także o biegaczach, a w okresie zimowym również o miłośnikach narciarstwa biegowego czy kuligów. Ma liczyć około 1200 km. 
Odcinek WTR w województwie śląskim liczy 80 km.
W województwie małopolskim jest planowana jedna nitka biegnąca prawym brzegiem, która ma zaczynać się w Jawiszowicach na granicy z województwem śląskim, a kończyć przeprawą mostem w Szczucinie na granicy ze świętokrzyskim. Planowana długość trasy to ponad 200 km, z czego w 2016 roku w budowie było 175 km. Odcinek Jawiszowice – Wola Batorska (120 km) będzie wspólny z międzynarodową trasą EuroVelo 4.
W województwie kujawsko-pomorskim WTR biegnie po obu stronach Wisły, zaczyna się od granicy z województwem mazowieckim – na lewym brzegu w okolicach Włocławka i na prawym brzegu w okolicach Dobrzynia n. Wisłą, a kończy na granicy z województwem pomorskim – odpowiednio w pobliżu Nowego i Grudziądza. Na szlaku znajdują się największe miasta regionu Bydgoszcz, Toruń, Włocławek i Grudziądz, a także Chełmno i Świecie. Trasa wiedzie najczęściej asfaltowymi drogami o małym natężeniu ruchu, a także ścieżkami rowerowymi oraz drogami gruntowymi w lasach i na terenach rolniczych.
W województwie pomorskim są planowane dwie nitki szlaku po obu stronach Wisły: na lewym brzegu od Wyspy Sobieszewskiej do Pieniążkowa, zaś na prawym brzegu od miejscowości Mikoszewo do Rusinowa. Szlak w województwie pomorskim ma mieć wspólny przebieg i oznakowanie z międzynarodową trasą EuroVelo 9.